# عصارخانه بی‌طرف
عصارخانه بی‌طرف مربوط به دوره صفوی است و در شهرضا، خیابان صاحب الزمان، امتداد خیابان حکیم الهی، نرسیده به مسجد نو واقع شده و این اثر در تاریخ ۲۷ آبان ۱۳۸۶ با شمارهٔ ثبت ۲۰۲۸۶ به‌عنوان یکی از آثار ملی ایران به ثبت رسیده است.